# François de La Rochefoucauld (1672-1739)
Pour les articles homonymes, voir La Rochefoucauld.
Ne pas confondre avec François de La Rochefoucauld (1613-1680), auteur des Maximes.
François de La Rochefoucauld, marquis de Montendre, né en septembre 1672 et mort le 11 août 1739 à Londres, est un Français qui devint militaire au service de l'Angleterre. 
Il fut nommé Field Marshal général de cavalerie des armées de Grande-Bretagne le 2 juillet 1739.

## Biographie
Membre d'une branche cadette de la Famille de La Rochefoucauld (branche de Montendre puis Doudeauville), il est le fils de Charles-Louis de La Rochefoucauld, marquis de Montendre, et de Anne de Pithou (fille de Pierre Pithou, 
vicomte de Thorotes, seigneur de Luyeres, conseiller au parlement de Paris, et de Chrétienne Loisel). 
Issu d'une famille catholique, il est d’abord chanoine régulier en l’abbaye Saint-Victor de Paris, avant de se convertir à la religion anglicane à la suite de son départ pour l'Angleterre. Il s'engagea ensuite dans l'armée anglaise et servit avec distinction dans toutes les guerres du roi Guillaume III. Il gravit tous les échelons militaires, combattant aux côtés du marquis de Ruvigny aux Pays-Bas (Guerre de la Ligue d'Augsbourg), en Espagne (Guerre de la Quadruple-Alliance), et en Bulgarie. 
Il devint maître général de l'artillerie en Irlande en 1728, membre du Conseil privé d'Irlande, gouverneur de Guernesey et fut nommé en 1739 Field Marshal général de cavalerie des armées de Grande-Bretagne ,.

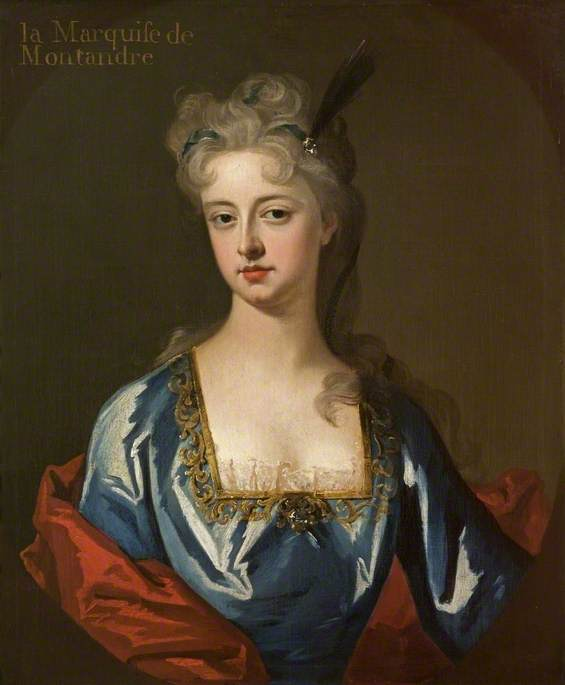
Portrait de son épouse, Mary Anne Spanheim.

Il épousa  en 1710 Marie-Anne von Spanheim (fille  du baron Ezéchiel von Spanheim, ambassadeur de Prusse en Angleterre) et fut enterré en l'abbaye de Westminster ,. Sa sépulture a été réhabilitée en 2013 par Armand de La Rochefoucauld, duc de Doudeauville.